# 山形県出身の人物一覧
山形県出身の人物一覧（やまがたけんしゅっしんのじんぶついちらん）は、Wikipedia日本語版に記事が存在する山形県出身の人物の一覧表である。

## 公人

### 政治家
- 安達良助：山形市
- 阿部昭吾：酒田市
- 阿部文男：東根市
- 阿部正俊：東根市
- 安孫子藤吉：寒河江市
- 安部三十郎：米沢市
- 安宅常彦：村山市
- 池田正之輔：酒田市
- 石川長右衛門：庄内町
- 板垣清一郎：大江町
- 伊藤五郎：尾花沢市
- 伊藤茂：舟形町
- 伊東知也：酒田
- 市川昭男：仙台、幼児期から山形市
- 海野三朗：山形市
- 江口勝之助：川西町
- 遠藤武彦：米沢市
- 遠藤利明：上山市
- 遠藤登：天童市
- 泉山三六：庄内町
- 大石五郎：山形市
- 大久保傳藏：山形市
- 大滝亀代司：白鷹町
- 大沼保吉：山形市
- 大場茂馬：山形市
- 緒方竹虎：山形市との説あり
- 尾形六郎兵衛：鶴岡市
- 小野孝：上山市
- 加藤鮎子：鶴岡市
- 加藤紘一：鶴岡市
- 加藤精三：鶴岡市
- 叶内長兵衛：山形市
- 金澤忠雄：山形市
- 鹿野彦吉
- 鹿野道彦：山形市
- 上林与市郎：鶴岡市
- 菊池大二郎：村山市
- 岸宏一：金山町
- 木村武雄：米沢市
- 黒金泰美：米沢市
- 黒金泰義：米沢市
- 熊谷直太：田川郡
- 小杉繁安：天童市
- 小林源蔵：米沢
- 小林亦治：最上郡
- 小山孝雄：村山市
- 近藤英次郎：米沢市
- 近藤鉄雄：南陽市、米沢市
- 近藤洋介
- 金野定吉：遊佐町
- 紺野与次郎：白鷹町
- 斎藤紀一：上山市
- 斎藤金吾：鶴岡市
- 斎藤三郎右衛門：田川郡
- 斎藤真三郎：鶴岡市
- 齋藤弘：山形市
- 佐々木春作
- 佐藤幸次郎：山形市
- 佐藤信古：庄内町
- 佐藤誼：鶴岡市
- 佐藤啓：西川町
- 図司安正
- 鈴木貞敏：寒河江市
- 鈴木憲和: 南陽市
- 須藤美也子：鶴岡市
- 白井勇：西田川郡
- 高橋和雄：山形市
- 高橋榮一郎：新庄市
- 高橋喜一郎：新庄市
- 高橋熊次郎：上山市
- 高橋善五郎：北村山郡
- 高橋辰二
- 竹村欽次郎：新庄市
- 近岡理一郎：真室川町
- 長晴登
- 鶴見孝太郎：鶴岡市
- 戸狩権之助
- 戸田虎雄：米沢
- 中野悌治：鶴岡市
- 仁科洋一：小国町
- 西方利馬：南陽市
- 西沢定吉：朝日町
- 西村力弥：山形市
- 芳賀道也：山形市
- 華山親義
- 平田東助：米沢市
- 降矢敬義：山形市
- 星川保松：尾花沢市
- 細梅三郎：村山市
- 前田巌：鶴岡市
- 牧野寛索：河北町
- 松浦東介：天童市
- 松岡俊三：村山市
- 松沢雄蔵：真室川町
- 松澤靖介：北村山郡長瀞
- 宮島幹之助：米沢市
- 山木武夫：酒田市
- 吉田晴美：河北町
- 吉村和夫：山形市
- 吉村美栄子：大江町
- 和嶋未希：酒田市
- 渡辺三郎：米沢市
- 渡部正郎：米沢市

### 学者
- 飯野正光、医学者、医学博士
- 三矢重松、国文学者、文学博士
- 相良守峯、独文学者、文学博士
- 相良守次、心理学者、文学博士
- 佐藤貫一、刀剣学者、文学博士
- 井上史雄、言語学者、文学博士
- 尾形輝太郎 - 化学者、理学博士
- 佐藤正己、植物学者、理学博士
- 佐藤満彦、植物学者、理学博士
- 東山哲也、植物学者、理学博士
- 芳賀卓、植物学者、理学修士
- 加藤茂苞、農学者、農学博士
- 星野勇三、農学者、農学博士
- 日向康吉、農学者、農学博士
- 東海林克彦、農学者、農学博士
- 安達瑛二、工学者、工学博士
- 林信雄、医学者、医学博士
- 秋山太一郎、医学者、医学博士
- 川勝忍、医学者、医学博士
- 大沼貞蔵、医学者、医学博士
- 石黒慶一、歯学者、歯学博士
- 星岳雄、経済学者、経済学博士
- 中村秀一、経済学者、経済学博士
- 弁納才一、経済学者
- 小野瀬由一、経営学者、経営学博士
- 松田義幸、教育学者
- 若林俊輔、教育学者
- 斎藤弘吉、日本犬学者
- 山口吉彦、文化人類学者
- 小関三英、蘭学者
- 阿部次郎、哲学者、美学者
- 新関良三、ドイツ文学者、演劇研究者
- 青木薫、理論物理学者、翻訳家
- 阿部吉雄、中国哲学者
- 阿部六郎、文芸評論家、独文学者
- 五十嵐敬喜、法学者、弁護士
- 岩月謙司、生物学者、理学博士
- 上杉邦憲、宇宙工学者
- 遠藤浩、法学者
- 大塚勝夫、経済学者
- 木田元、哲学者
- 高山岩男、哲学者
- 佐藤文隆、宇宙物理学者
- 佐藤雄亮、日本人研究者
- 鈴木俊法、化学者
- 高橋里美、哲学者
- 寺島成信、海運論・交通政策、経済学博士
- 中村秀一、経済学者
- 新野直吉、歴史学者
- 本間久雄、英文学者、国文学者
- 三浦新七、経済史学者
- 我妻栄、法学者
- 渡部昇一、英語学者
- 仲川秀樹、社会学者
- 山口トキコ、医学者、医学博士
- 寺澤寛一、物理学者、理学博士、日本学士院会員
- 斎藤淳、政治学者、PhD
- 大熊信行、経済学者
- 棚橋光男、歴史学者、文学博士
- 横山昭男、歴史学者、文学博士
- 大沼保昭、法学者
- 宮城浩蔵、法学者、明治法律学校（明治大学の前身）創立者の一人、衆議院議員
- 茂木清夫、地震学者
- 長谷部太、獣医師、医学博士、ウイルス学者

### 官僚
- 安達峰一郎：外務官僚、常設国際司法裁判所所長
- 安孫子藤吉：農林官僚、初代食糧庁長官
- 宇佐美毅：内務官僚、第2代宮内庁長官
- 海谷厚志：国土交通官僚、国土交通省海事局長[1]
- 黒江哲郎：防衛官僚、防衛事務次官
- 佐々木聖子：法務官僚、初代出入国在留管理庁長官
- 信夫隆生：農林水産官僚、水産庁次長、農林水産省関東農政局長[2]
- 新田庚一：商工・通産・経企官僚、経済企画事務次官、地域振興整備公団副総裁
- 華山親義：統計官僚
- 降矢敬義：内務・自治官僚
- 山口靖：農林水産官僚[3]
- 結城章夫：文部・文科官僚、文部科学事務次官、山形大学学長

### 軍人・自衛官

#### 陸軍軍人・陸上自衛官
- 小磯国昭：陸軍大将、第41代内閣総理大臣（栃木県生）
- 瀬川章友：陸軍中将、陸軍士官学校校長
- 石原莞爾：陸軍中将、満州事変首謀者
- 遠藤三郎：陸軍中将、関東軍参謀副長
- 佐藤幸徳：陸軍中将、甲府第31師団師団長
- 宮下健一郎：陸軍中将、第157師団師団長
- 小池正直：陸軍軍医総監、医学博士、男爵
- 小池正晁：陸軍軍医総監、医学博士、男爵
- 寺崎芳治：陸将、第8師団長
- 林大八：陸軍少将
- 神戸次郎：陸軍少将
- 南雲親一郎：陸軍少将
- 武田晃：陸将補、第13代中央音楽隊隊長
- 船山紘良：二等陸佐、中央音楽隊音楽監督
- 藤巻胤家：陸軍大尉
- 斎藤元宏：陸軍中尉
- 林八郎：陸軍少尉、二・二六事件参加者

#### 海軍軍人・海上自衛官
- 山下源太郎：海軍大将、男爵、連合艦隊司令長官
- 黒井悌次郎：海軍大将、第三艦隊司令長官
- 南雲忠一：海軍大将、第一航空艦隊・第三艦隊司令長官
- 釜屋忠道：海軍中将、手旗信号の改良
- 上泉徳弥：海軍中将、大湊要港部司令官
- 佐藤鉄太郎： 海軍中将、軍令部次長
- 千坂智次郎：海軍中将、鎮海要港部司令官
- 左近司政三：海軍中将、海軍次官、国務大臣
- 大湊直太郎：海軍中将、海軍兵学校長
- 今村信次郎：海軍中将、第三艦隊司令長官、秩父宮別当
- 片桐英吉：海軍中将、海軍航空本部長
- 平田昇：海軍中将、横須賀鎮守府司令長官
- 下村正助：海軍中将、大湊要港部司令官
- 小林仁： 海軍中将、第四艦隊司令長官
- 鈴木義尾：海軍中将、第三戦隊司令官
- 寺岡謹平：海軍中将、第一航空艦隊司令長官
- 阿部孝壮：海軍中将、館山海軍砲術学校長
- 寺岡平吾：海軍少将
- 酒井忠利：海軍少将、駐露武官
- 川井巌： 海軍少将、「木曽」艦長
- 松本毅： 海軍少将、第31戦隊司令官
- 酒井原繁松：海軍少将、第65警備隊司令
- 近野信雄：海軍少将、東松2号船団運航指揮官
- 大井篤： 海軍大佐、海上護衛総司令部参謀
- 内藤雄：海軍大佐、連合艦隊航空参謀
- 石原二郎：海軍大佐、石原莞爾の弟
- 小田切延寿：海軍機関大佐
- 下村忠助：海軍中佐
- 工藤俊作：海軍中佐
- 関衛：海軍中佐、南雲機動部隊第二代攻撃隊総隊長

#### 航空自衛隊
- 南雲憲一郎：空将、統合作戦司令官

## 実業家

### 銀行家
- 池田成彬：日本銀行総裁、大蔵大臣
- 結城豊太郎：日本銀行総裁、大蔵大臣

### 企業経営者
- 長南収  (キユーピー社長)
- 鎌田信夫（ソリトンシステムズ創業者・社長）
- 佐藤教郎（日立電線社長、日本電線工業会会長）
- 西海和久（ブリヂストン最高執行責任者）
- 服部敬雄（山形新聞社社長）
- 小野達郎（日本製鋼所社長）
- 三浦新七（東京商科大学学長、両羽銀行元頭取）
- 保芦邦人（紀文食品創業者）
- 新田嘉一（平田牧場創業者）
- 板垣公一（豆の板垣社長、アマチュア天文家、山形大学名誉博士）
- 熊谷眞一（シベール創業者）
- 山澤進（ヤマザワ創業者）
- 戸田大介（bondavi株式会社社長）
- 深瀬鋭次郎
- 池田敏子
- 大沼保吉
- 大沼勘四郎
- 大沼義之助
- 大沼保義
- 斎藤保（IHI社長）

## 文化人

### 画家
- 阿部豪一
- 生田宏司：鶴岡市
- 福王寺法林：米沢市
- 今井繁三郎：鶴岡市
- 今野忠一：天童市
- 小松均：大石田町
- 木村儀三郎：鶴岡市
- 後藤紀一：山辺町
- 椿貞雄：米沢市
- 本間国生：米沢市
- 三井惣一：鶴岡市
- 地主悌助：鶴岡市
- 桜井浜江：山形市
- 成沢翠映：鶴岡市
- 服部五老：鶴岡市
- 佐藤真生：酒田市
- 齋藤求：鶴岡市
- 菅野矢一：山形市
- 大久保公治：鶴岡市
- 奥山儀八郎：寒河江市
- 山本甚作：鶴岡市

### 書家
- 岡部陽子：鶴岡市
- 國井誠海
- 吉田苞竹：鶴岡市

### 彫刻家
- 浅賀正治（石彫家）
- 新海竹太郎
- 峯田義郎

### 陶芸家
- 涌井賀代子：新庄市
- 今野安健：山形市

### 建築家
- 伊東忠太
- 佐野利器
- 八束はじめ

### 写真家
- 大場和裕
- 佐藤時啓
- 土門拳
- 鬼海弘雄
- 細江英公
- 冴木一馬
- 米屋こうじ
- 渡部伸

### 宗教家
- 丸屋真也（牧師）
- 千田次郎（牧師）
- 川崎廣（牧師）
- 佐藤彰（牧師）

### 発明家
- 斎藤外市：鶴岡市
- 佐伯美津留：山形市
- 石井梅蔵：酒田市

### 評論家
- 今泉篤男
- 大山功
- 加藤典洋
- 斎藤野の人
- 佐藤藤三郎
- 佐高信
- 鈴木淳史
- 村山士郎

### 作家
- 赤木由子
- 阿部和重
- 雨森零
- 彩坂美月
- 飯嶋和一
- 大山真人（ノンフィクション作家）：山形市
- 鈴木由紀子
- 高橋幹子
- 田澤稲舟
- 高山樗牛
- 藤沢周平
- 五十嵐佳子
- 井上ひさし
- 奥山貴宏
- 小田仁二郎
- 鏡明
- 北重人
- 上月文青
- 佐藤賢一
- 長岡弘樹
- 浜田廣介
- 森万紀子
- 丸谷才一
- 村咲数馬
- 大橋乙羽
- ばばこういち
- 浜田広介
- 奥泉光
- 深水黎一郎
- 本間俊彦
- 安達千夏
- 後藤紀一
- 羽田奈緒子
- 荒井良二
- 小川糸
- 中村晃
- 鳴海丈
- 深町秋生
- 山崎誠助（劇作家）
- 相澤嘉久治（放送作家）
- 江口百合子
- 大山真人
- 山川徹
- 山平重樹
- 吉田司
- 菊地清

### 俳人・詩人・歌人
- 阿部保
- 阿部岩夫
- 黒田喜夫
- 斎藤茂吉
- 酒井忠明
- 神保光太郎
- 鷹羽狩行
- 土井大助
- 粒来哲蔵
- 芳賀秀次郎
- 真壁仁
- 山吹草太
- 吉野弘

### 映画監督
- アベユーイチ
- 池田敏春
- 石川浩之
- 加藤到
- 風間太樹
- 冨樫森
- 本多猪四郎
- 村川透
- 山川元
- 和島香太郎
- 渡辺智史
- 渡邊岳已

### 脚本家
- 阿部美佳
- 伊藤和典
- イワタカヅト
- 岡崎由紀子
- 加藤淳也
- 高橋正圀

### 漫画家
- あだちとか
- 安彦麻理絵
- 阿部ゆたか
- イマイヒヅル
- おおうちえいこ
- 岡田和人
- 岡田理知
- 金井たつお
- カネコアツシ
- 河合単
- 城戸口静
- こじまたけし
- ごとう和
- 桜多吾作
- しんがぎん
- たかちひろなり
- 制野秀一
- 冨樫
- 冨樫義博
- 長岡良子
- 音音
- 蜂文太
- ひちゃこ
- 前田紅葉
- ますむらひろし
- 村川和宏
- ラズウェル細木
- 町田ひらく
- 佐藤タカヒロ
- 星野泰視
- 吉田美紀子

### イラストレーター
- 今泉昭彦
- 齋藤美樹
- さいとうなおき
- なつめえり
- 龍牙翔

### アニメーション制作関係者
- 井上幸一（元サンライズ企画室室長）：鶴岡市
- 小池健（アニメ監督）：上山市
- 小華和ためお（アニメ演出家）：酒田市
- 設楽博（アニメ演出家）：村山市
- 柴田由香（アニメーター）
- 高橋澄夫（アニメプロデューサー）
- 布川ゆうじ（アニメ演出家）：酒田市
- 平田敏夫（アニメ監督）：天童市

### デザイナー
- 奥山清行、工業デザイナー：山形市
- 吉野敏充、アートディレクター：新庄市

### 音楽関係者
- 村川千秋（指揮者）：村山市
- 大滝実

#### 作曲家
- 大谷靖夫
- 佐藤敏直
- 辻順治
- 服部公一
- 真島俊夫
- 森義八郎
- 若草恵
- 淀彰
- 山本裕之

#### 作詞家
- 藤林聖子
- 小川糸

### ジャーナリスト
- 東谷暁
- 阿部光利
- 河上清
- 佐高信
- 高世仁
- 千葉亀雄
- 田勢康弘

### 将棋棋士
- 阿部健治郎：酒田市
- 飯田弘之：西川町
- 岡部怜央：鶴岡市
- 北楯修哉：鶴岡市

### その他の文化人
- 相田幸二 - 料理研究家
- 荒井幸博 - フリーパーソナリティ
- 烏兎沼佳代 - 編集者、ふろく研究家
- 大場満郎 - 冒険家
- くろわっ - ブロガー
- 下倉バイオ - シナリオライター（ニトロプラス）
- マッコイ斎藤 - 演出家、テレビプロデューサー：鮭川村牛潜
- 高橋敬典 - 金工家
- 東山昭子 - 日本九重流詩吟学会会長
- 大川周明 - 思想家、政治活動家、学者、法学博士

## スポーツ選手

### 野球

#### プロ野球現役選手
- 石川直也（北海道日本ハムファイターズ）：東田川郡庄内町
- 石垣雅海（千葉ロッテマリーンズ）：酒田市
- 大泉周也（福岡ソフトバンクホークス）：山形市
- 斎藤友貴哉（北海道日本ハムファイターズ）：東根市
- 菅井信也（埼玉西武ライオンズ）：南陽市
- 武田陸玖（横浜DeNAベイスターズ）：天童市
- 村上舜 (福岡ソフトバンクホークス) ：米沢市
- 中野拓夢（阪神タイガース）：天童市

#### 元選手、指導者
- 青木陸（元広島東洋カープ）：山形市
- 粟津凱士（元埼玉西武ライオンズ）：山形市
- 伊藤海斗 (元読売ジャイアンツ) ：飽海郡遊佐町
- 梅津智弘（元広島東洋カープ、東北楽天ゴールデンイーグルス）：上山市
- 小山田健一（元東映フライヤーズ・日拓ホーム・日本ハム、ヤクルトスワローズ）：山形市
- 加藤武治（元横浜ベイスターズ、北海道日本ハムファイターズ・現国士舘大学野球部コーチ）：天童市
- 木本芳雄（元桐蔭学園高校・藤嶺学園藤沢高校・武相高校監督）
- 栗原健太（元広島東洋カープ・現千葉ロッテマリーンズ二軍コーチ）：天童市
- 小林賢司（元オリックス・バファローズ）：酒田市
- 渋谷通 （元広島東洋カープ、日本ハムファイターズ）：酒田市
- 下妻貴寛（元東北楽天ゴールデンイーグルス）：飽海郡松山町（現：酒田市）
- 鈴木健（元広島東洋カープ、横浜ベイスターズ）：鶴岡市
- 鈴木駿也（元福岡ソフトバンクホークス、室蘭シャークス）：天童市
- 佐藤誠（元読売ジャイアンツ、福岡ソフトバンクホークス）：天童市
- 佐藤賢（元東京ヤクルトスワローズ）：最上郡金山町
- 佐藤智輝（元東北楽天ゴールデンイーグルス）：寒河江市
- 高橋榮一郎（元読売ジャイアンツ、南海ホークス）：後に新庄市長
- 高橋敏郎（元東京ヤクルトスワローズ）：新庄市
- 滝口光則（元広島東洋カープ、日本ハムファイターズ）：山形市
- 田中優大（元読売ジャイアンツ）：鶴岡市
- 長谷川勇也（元福岡ソフトバンクホークス・現コーチ）：鶴岡市
- 皆川睦雄（元南海ホークス）：米沢市
- 横山雄哉（元阪神タイガース）：東村山郡中山町
- 吉住晴斗（元福岡ソフトバンクホークス）：鶴岡市

#### その他
- 石山智也（プロ野球審判員）：山形市

### サッカー
- 土居聖真（モンテディオ山形）：山形市
- 神谷優太（ファジアーノ岡山）：山形市
- 荒井秀賀（沖縄SV）：山形市
- 半田陸（ガンバ大阪）：上山市
- 粟野健翔（福島ユナイテッドFC）：上山市
- 相馬丞（鹿児島ユナイテッドFC）：山辺町
- 吉田篤志（栃木シティFC）
- 伊藤紘平：酒田市
- 佐藤彰真：米沢市
- 横山笑愛（アルビレックス新潟レディース）
- 佐々木則夫（元サッカー女子日本代表監督）：尾花沢市
- 佐藤長栄（元古河電工、ブランメル仙台元監督）
- 鈴木克美（元モンテディオ山形）：山形市
- 高橋健二（元モンテディオ山形、現SC相模原コーチ）：山形市
- 根本亮助（元モンテディオ山形）：鶴岡市
- 佐藤淳志 (en)（元モンテディオ山形）
- 白井貞義（元モンテディオ山形、現U-17日本女子代表監督）：米沢市
- 佐藤永志（元モンテディオ山形）：鶴岡市
- 鈴木翼（元モンテディオ山形、奈良クラブ他）：鶴岡市
- 石井孝典（藤枝MYFCフィジカルコーチ）
- 秋葉勝（元モンテディオ山形、ツエーゲン金沢他、現モンテディオ山形ユース監督）：上山市
- 菅井直樹（元ベガルタ仙台）：山形市
- 髙橋成樹（元モンテディオ山形他）：上山市
- 渡部博文（元柏レイソル、ヴィッセル神戸他・現レノファ山口FC社長）：長井市
- 水間百合子
- 鈴木あぐり（元マイナビベガルタ仙台レディース）：米沢市

### ラグビー
- 秋葉俊和（元NTTコミュニケーションズシャイニングアークス）
- 新関世志輝（クボタスピアーズ）
- 田瀬慎之介（元キヤノンイーグルス）
- 山岡俊（元サントリーサンゴリアス）

### 卓球
- 斎藤清：庄内町
- 小和田敏子：河北町

### バレーボール
- 今野加奈子：酒田市
- 大沼綾子：三川町
- 高橋みゆき：山形市
- 嶋影せい子：酒田市 ミュンヘンオリンピック銀メダル のちにプロゴルファーに転向
- 佐藤澪（元トヨタ車体クインシーズ→NECレッドロケッツ）：山形市
- 佐藤円（元プレステージ・インターナショナルアランマーレ）：山形市
- 髙橋健太郎（東レ・アローズ→ジェイテクトSTINGS愛知）：川西町

### バスケットボール
- 大神雄子：山形市
- 長南真由美
- 大沼美咲
- 大沼美琴
- 仲野由真
- 鈴木大（元信州ブレイブウォリアーズ）：上山市
- 加藤臨
- 菊池祥平（アルバルク東京）：山形市
- 前田悟  (京都ハンナリーズ) ：山形市
- 柏倉哲平（川崎ブレイブサンダース）
- 佐藤稔浩

### スキーヤー
- 海和俊宏 - FISワールドカップアルペンスキー回転日本人史上初の第１シード選手。サラエボオリンピック12位：最上町
- 青木富美子 - 長野オリンピック・ノルディックスキークロスカントリー代表：真室川町
- 西田崇 - 長野オリンピック・スノーボードハーフパイプ代表
- 石塚志乃 - FISワールドカップ日本代表、ライフセーバー：鶴岡市
- 渡部三郎 - 全日本スキー技術選手権大会優勝：鶴岡市
- 瀧澤宏臣 - バンクーバーオリンピック・スキークロス代表：米沢市
- 鈴木沙織 - 平昌オリンピック・フリースタイルスキー代表：長井市
- 斯波正樹 - 平昌オリンピック代表・スノーボードパラレル大回転代表

### スケート
- 加藤条治：山形市

### バイアスロン
- 高橋涼子（陸上自衛隊） - 長野オリンピック、ソルトレークシティオリンピック女子バイアスロン日本代表。長野オリンピック6位：真室川町

### 陸上競技
- 井村久美子（スズキ所属） ：酒田市
- 佐藤由美（資生堂所属） ：鶴岡市
- 安孫子充裕（筑波大学→ミズノ→山形市役所）：山形市　2008年北京オリンピック代表
- 茂木善作（東京高等師範学校） ：本楯村（現・酒田市）[4]　1920年アントワープオリンピック代表（山形県出身者で初のオリンピック代表）
- 柴田タカ（山形女子師範学校）：山形市　1932年ロサンゼルスオリンピック代表（山形県出身の女性で初のオリンピック代表）
- 伊沢まき子：高畠町　1964年東京五輪代表

### ゴルフ
- 和田正義：山形市
- 佐藤由美子：長井市
- 大江香織：山形市

### 競馬
- 吉沢宗一（元中央競馬騎手、現競馬評論家）
- 森一誠（日本中央競馬会 (JRA)調教師）

### ボウリング
- 大石奈緒（山形ファミリーボール所属）：天童市　アマチュア　ナショナルチームメンバー  Pリーグ参戦中

### フェンシング
- 池田（原田）めぐみ（山形県スポーツ協会所属） アテネ・北京オリンピック　女子エペ代表

### 新体操
- 三澤樹知：天童市（東京女子体育大学・山形RG） 北京オリンピック団体チーム（フェアリージャパン）主将
- 庄司七瀬

### 競輪
- 齋藤登志信：上山市

### 水泳
- 五十嵐憲（遠泳スイマー、水泳指導者）：鶴岡市
- 小関也朱篤（ミキハウス所属）リオデジャネイロ五輪日本代表：鶴岡市

### モータースポーツ
- 五十嵐勇大 （元レーシングドライバー、現在は実家の八文字屋副社長）

### 武道家・格闘家

#### 合気道
- 白田林二郎：朝日町

#### 空手
- 岸信行：新庄市

#### シュートボクシング
- 土井広之

#### 柔道
- 飛塚雅俊

#### 総合格闘技
- 長南亮：鶴岡市
- 田澤聡：庄内町

#### 相撲
- 柏戸剛 - 第47代横綱、（元・鏡山親方）鶴岡市（旧・櫛引町）出身
- 出羽海運右エ門 - 元前頭、相撲界随一の名門、出羽海部屋の創設者、鶴岡市出身
- 市野上浅右エ門 - 元大関、最強力士雷電に2度勝った唯一の力士、鶴岡市出身
- 大達羽左エ門 - 元大関、鶴岡市出身
- 朝日嶽鶴之助 - 元大関、鶴岡市出身
- 出羽ヶ嶽文治郎 - 元関脇、上山市出身
- 琴ノ若晴將 - 元関脇、（現・佐渡ヶ嶽親方）、尾花沢市出身
- 小錦八十吉 - 元小結、西村山郡三泉村（現・寒河江市）出身
- 蔵玉錦敏正 - 元前頭筆頭、（元・武隈親方）、山形市
- 魄龍弘 - 元十両筆頭、鶴岡市出身
- 花筏健 - 元十両、鶴岡市出身
- 若瀬川剛充 - 元前頭、酒田市出身
- 北勝国英明 - 元十両、鶴岡市出身
- 大岩戸義之 - 鶴岡市（旧・藤島町）出身
- 前田勝 - 鶴岡市（旧・櫛引町）出身
- 白鷹山亨将 - 西置賜郡白鷹町出身
- 北の若大輔 - 酒田市出身
- 神幸勝紀-小国町出身

#### プロレス
- 井上京子（NEO女子プロレス）：南陽市
- 遠藤幸吉
- 斎藤了
- 佐藤綾子
- 本間朋晃：東根市
- 石川孝志：鶴岡市
- 井上治
- 佐藤綾子
- 最上九
- 柳川澄樺：山形市

#### ボクシング
- サルトビ小山：上山市
- 石垣仁：飽海郡

#### レスリング
- 笹原正三
- 鏡優翔

## アナウンサー
NHK（現在所属の放送局などは各人物の項目を参照すること）
- 伊藤亮太 - 元福島テレビ：新庄市
- 大石真弘：上山市
- 柴田徹：山形市（2023年9月退職）
- 羽隅将一：山形市
- 松田利仁亜：村山市
- 平塚柚希：村山市

YBC山形放送
- 山川麻衣子
- 横山岳：寒河江市

YTS山形テレビ
- 熊谷瞳：鮭川村
- 佐藤優：山形市

TUYテレビユー山形
- 鈴木竜弘：元ラジオ福島：鶴岡市
- 結城晃一郎：山形市
- 渡部有：庄内町

SAYさくらんぼテレビ
- 遠藤敦子：現在は報道部主任：山形市

他県の民放局・フリー・退職者
- 石川牧子 - 元日本テレビ・アナウンス部長も務めた、現在は日テレイベンツ非常勤顧問：鶴岡市
- 石沢綾子 - 元北海道テレビ放送→フリー（VOICE所属）：山形市
- 井上まなぶ - 元IBC岩手放送：酒田市
- 牛嶋俊明 - 岡山FMでラジオDJ、元中部日本放送：米沢市
- 大石邦彦 - 中部日本放送：最上町
- 片桐千晶 - フリー（セント・フォース所属）、元秋田テレビ：寒河江市
- 叶内文子 - フリー、証券アナウンサ
- 香坂あかね - フリー、元山形テレビ：山形市
- 小林美樹 - 元アイドル歌手→元テレビ新潟→フリー（元オフィス・トゥー・ワン所属）→元NHK経済番組キャスター：新庄市
- 小林幸明 - RFラジオ日本：酒田市
- 齋藤陽 - テレビ東京
- 佐藤智恵子 - フリー（個人事務所Ange代表）、現在宮城県内で活動、元山形放送：酒田市
- 武田祐子 -元 フジテレビ→フリー（株式会社acaliと業務提携）：山形市
- 田中萌 - テレビ朝日：山形市
- 芳賀道也 - 元山形放送、現参議院議員：山形市
- 旗本由紀子 - フリー（ニチエンプロダクション所属）、元山形放送→フリー（元メディア・スタッフ所属）
- 古瀬絵理 - フリー（オフィス・トゥー・ワン所属）、元NHK山形放送局契約キャスター：尾花沢市
- 古池雄 - 青森放送：山形市

- 渡部峻 - TBSテレビ：山形市

## 芸能人

### アイドル
- 青木裕子：高畠町
- 阿部菜々実（元ラストアイドル、パクスプエラ）
- 小泉絵美子
- 琴海りお
- 佐竹なな
- 佐藤唯：寒河江市
- 椎名令恵：山形市
- 庄司芽生（東京女子流）
- 鈴木愛可
- 七生奈央：米沢市
- 橋本マナミ：山形市
- 華村あすか
- 藤谷美海（いぎなり東北産）
- 松田ちい
- 森まどか
- るなっち☆ほし

### 歌手
- 朝倉さや：山形市
- 青山ひかる
- 天音里望：庄内町
- 大泉逸郎：河北町
- 大塚文雄：河北町
- 奥山えいじ
- 岸洋子
- 北岡ひろし
- 北見恭子
- 工藤あやの
- 小柴大造
- 佐藤千夜子
- 佐藤涼子（兼 ボイストレーナー） - 庄内町）
- 庄司紗千：山形市
- 須貝智郎：南陽市
- 高橋秀幸
- 渚ようこ
- ノリアキ
- 林部智史
- 羽山みずき：鶴岡市
- 最上川司：西村山郡河北町
- Leika：鶴岡市

### タレント
- あいかわい翔
- 阿曽山大噴火（大川興業準構成員）
- 五十嵐希（2012 ミス・ワールド日本代表）：鶴岡市
- 石澤智幸（テツandトモ）
- ウド鈴木（キャイ〜ン）
- ケーシー高峰
- 〆さばヒカル（〆さば）
- すがちゃん最高No.1（ぱーてぃーちゃん）
- 高宮悠子
- 高橋みゆき
- 南部虎弾（電撃ネットワーク）
- ビートきよし（ツービート）
- ぺえ
- 松浦志穂 (スパイク)：鶴岡市
- 三浦唯歌：鶴岡市
- 三浦昌朗（ロケット団）
- ミッチーチェン
- りなぴっぴ（リンダカラー∞）

### 俳優・女優
- あき竹城：米沢市
- 阿部裕見子：遊佐町
- 荒川清：戸沢村
- 石垣広文
- 伊藤マサミ
- 伊藤豪：天童市
- 井上浩
- 岩田栄慶
- 遠藤たつお：新庄市
- 太田美恵：遊佐町
- 華村あすか：米沢市
- 笠原千尋
- 北河あをい：酒田市
- 後藤ひろひと：山形市
- 木夏咲：酒田市
- 國井紫苑：天童市
- 佐藤輝：庄内町
- 佐藤正宏
- 斎藤志郎：酒田市
- 大道寺俊典：山形市
- 竹田恵子
- 橘芳奈
- 谷村昌彦：山形市
- 富樫慧士：遊佐町
- 成田三樹夫：酒田市
- 中島春雄：酒田市
- 畠中洋：上山市
- 原田麦子：鶴岡市
- 伴淳三郎：米沢市
- 眞島秀和：米沢市
- 矢崎広：白鷹町
- 山本与志恵
- 吉田伶香
- 留美：鶴岡市
- 若杉嘉津子：南陽市
- 和田琢磨
- 渡辺えり：山形市
- 渡部紘士：米沢市
- 竜星涼：新庄市

### 声優
- 青羽剛
- 亜城めぐ
- 伊藤清人
- 遠藤綾
- 小関一
- 斎藤志郎：酒田市
- 鮭延未可
- 佐藤泉美
- 佐藤悠雅
- 鈴木亜理沙
- 鈴木千尋[5]
- 鈴木弘子
- 鈴木裕斗：鶴岡市
- 園田恵子
- 高橋伸也：酒田市
- 武田直人：山形市
- 手塚ひろみ
- 土門仁
- 長嶋はるか（育ちは東京都）
- 深町寿成
- 堀川かえで
- 水口まつり
- 峯田大夢
- 森谷里美
- 吉村那奈美

### バンド
- サザーランド：河北町、寒河江市
- akutagawa
- La!ハラトミ太鼓
- leap youth theatre
- THE BOHEMIANS

### ミュージシャン
- ノリアキ、ミュージシャン
- 小林武史（音楽プロデューサー）：新庄市
- 阿部義晴（ユニコーン）：山形市
- 石川勝久（ZUNTATA J.A.M）
- 佐々木周（THE MODS）：山形市
- 柴田和敬（Stratosphere-ストラトスフィア-）：大石田町
- 下山淳（元ルースターズ）：鶴岡市
- 菅原卓郎（9mm Parabellum Bullet）：鶴岡市
- 鈴木雪夫（ザ・ブレッスン・フォー）
- 白崎映美（上々颱風）：酒田市
- TSAN
- 須藤満（THE SQUARE）：山形市
- 三上ちさ子（Fra-foa）：山辺町
- 三浦光紀（音楽プロデューサー）
- 安孫子真哉（元銀杏BOYZ・GOING STEADY）：寒河江市
- 峯田和伸（銀杏BOYZ・GOING STEADY）：山辺町
- 村井守（元銀杏BOYZ・GOING STEADY）：山形市
- Ali&（80kidz）：庄内町
- HIZUMI（D'espairsRay）：米沢市
- TSUKASA（D'espairsRay）：河北町
- DJ Deckstream（DJ）：酒田市
- IWAO
- PERIDOTS
- Sora（club Prince）
- Takumi Nihei(元HOUSE DJ,プロデューサー：山形市

### モデル
- しとうもも
- 鈴木理恵
- 高橋加奈：酒田市
- 早瀬あや
- 佐藤晴美（Flower、E-girlsメンバー、『Ray』専属モデル）：天童市
- 平塚千瑛 : 米沢市

### 落語家
- 春風亭昇りん：中山町
- 柳家〆治：新庄市

### AV女優
- 青木りん
- 青空小夏
- 青空ひかり
- 神坂ひなの
- 恋渕ももな
- 南沙也香
- 森乃ひよこ
- RUMIKA

## その他

### 歴史上の人物
- 斯波兼頼（最上氏の祖。鎌倉生まれか。初代山形城主）
- 最上義光（戦国大名。初代山形藩主）
- 伊達輝宗（戦国大名。伊達政宗の父）
- 伊達政宗（戦国大名。初代仙台藩主）
- 支倉常長（伊達政宗の家臣。慶長遣欧使節として、メキシコやスペインに渡航）
- 片倉景綱（伊達政宗の重臣）
- 上杉治憲（鷹山。江戸生まれ。9代米沢藩主）
- 清河八郎（幕末の志士）
- 最上徳内（探検家）
- 林崎甚助（居合の始祖）
- 小関三英（蘭学者、医者）

### その他の人物
- 五十嵐英次（元フジテレビジョンプロデューサー）：新庄市
- 無着成恭（僧侶、教育者）：南村山郡本沢村
- 多田竜也（理学療法士、SASUKE有力選手）：山辺町

### 架空の人物
- 苅野勉三（『キテレツ大百科』の登場人物。ただしアニメ版のみの設定）
- 谷村しん（NHK連続テレビ小説『おしん』に登場する人物）
- 奥山真澄（『のだめカンタービレ』に登場する人物）
- 村木賢吉（『総務部総務課山口六平太』に登場する人物）
- いろは（『サムライスピリッツ』シリーズ）：奥州漆山出身
- ヒロ （『ひだまりスケッチ』に登場する人物）
- 山形桜（『もえちり!』シリーズの擬人化キャラ）
- 美空あおい（『Ns'あおい』に登場する主人公の看護師）
- 松田耕作 (『YAWARA!』に登場する新聞記者)
- 猪熊滋悟郎(『YAWARA!』に登場する、猪熊柔の祖父)
- 三平（アニメ版『サザエさん』に登場する人物）
- 米原信一(『ラーメン発見伝』に登場する人物)
- 宮坂さん(ラジオ番組『小沢昭一の小沢昭一的こころ』に登場する人物)
- 竹股(『酒のほそ道』に登場する人物)
- 高村圭太(ドラマ『冗談じゃない!』に登場する人物)
- 辻野あかり（『アイドルマスター シンデレラガールズ』に登場する人物）
- 小関麗奈（『アイドルマスター シンデレラガールズ』に登場する人物）
- 榊原里美（『アイドルマスター シンデレラガールズ』に登場する人物）
- 我孫子時生（『ジモトがジャパン』に登場する人物）
- 月山シノブ（『新幹線変形ロボ シンカリオン』に登場する人物）：米沢市出身

## 山形県にゆかりのある人物

### 歴史上の人物
- 上杉謙信（米沢藩の祖とされている。墓所は歴代藩主と同じく米沢市内にある上杉家廟所。）
- 上杉景勝（初代米沢藩主）
- 上杉鷹山（藩政改革で知られる第9代米沢藩主。8代重定の養子として日向国の高鍋藩から迎えられる。）
- 直江兼続（上杉家の重臣）
- 前田利益（米沢藩藩士。『花の慶次』のモデル）

### 公人
- 荒木由季子（前・山形県副知事）
- 大泉潤（函館市長。曾祖父及び祖父が山形県出身）
- 金森太郎（元山形県知事）
- 小磯國昭（第41代内閣総理大臣、父が新庄市出身）
- 鈴木俊一（第9-12代東京都知事）
- 鈴木憲和（東京都出身・自民党所属で山形2区選出の衆議院議員。父が南陽市出身。）
- 中川一郎（北海道広尾郡広尾町出身・自民党の政治家。母のセイが山形県出身。）
  - 中川昭一（東京都出身・一郎の長男、自民党所属の政治家、元財務大臣。父方の祖母のセイが山形県出身。）
- 三島通庸（山形県初代県令）
- 村山道雄（元山形県知事）
- 米山文子（衆議院議員・山形選挙区から当選）
- 石黒 武重（衆議院議員・山形選挙区から当選）

### 実業家
- 佐藤安太（タカラ創業者、山形大学工学部の前身である米沢工業専門学校卒。）
- 鈴井貴之（CREATIVE OFFICE CUE代表取締役社長。母が最上町出身。）
- 秦逸三（帝人創業者、山形大学工学部の前身となる旧制米沢高等工業の元教授）

### 文化人
- 池田晶子（京都アニメーションのアニメーター、祖父が山形県出身）
- 飯森範親（山形交響楽団ミュージックアドバイザー 兼 常任指揮者）
- 今野緒雪（ライトノベル作家、両親が山形県出身）
- 大竹真（ワイドショーのリポーター、母が長井市出身）
- 北杜夫（小説家・医師父の斎藤茂吉が南村山郡金瓶村出身）
- 斎藤茂太（医師、父の斎藤茂吉が南村山郡金瓶村出身）
- 佐藤純一（言語学者、父の佐藤貫一が鶴岡市出身）
- 佐藤純彌（映画監督、父の佐藤貫一が鶴岡市出身。戦時中に鶴岡市の祖父と叔父の元に疎開）
- 佐藤東弥（テレビドラマ演出家、祖父の佐藤貫一が鶴岡市出身）
- ダニエル・カール（翻訳家。文部省英語指導主事助手として山形県に赴任）
- 辻輝子（陶芸家、夫の斎藤弘吉が鶴岡市出身）
- 馬場雄二（ビジュアルデザイナー、さくらんぼテレビのロゴを手掛けた）
- 宮崎吾朗（映画監督、妻が飽海郡遊佐町出身）
  - 宮崎駿（映画監督。義理の娘が飽海郡遊佐町出身）
- 森敦（小説家。1951年8月頃～1952年初夏まで、注連寺に滞在。）
- 横光利一（小説家。妻が鶴岡市出身。戦時中に現鶴岡市に疎開）
- 柏倉早智子（高校教師。祖母が天童市出身）
- 桝本うめ子（書道教師。小国町に所在する基督教独立学園高等学校の教師であり、小国町で亡くなった。）

### スポーツ関係者
- 赤間謙（オリックス・バファローズ・東海大学山形高等学校を卒業）
- 一戸誠太郎（スピードスケート選手、平昌オリンピック代表・山形中央高等学校を卒業）
- ウィリアム・ピニェイロ・ロドリゲス（サッカー選手、元京都サンガF.C.・羽黒高等学校を卒業）
- ウィリアムソン師円（スピードスケート選手、平昌オリンピック代表・山形中央高等学校を卒業）
- 奥村展征（東京ヤクルトスワローズ・日本大学山形高等学校を卒業）
- 小田卓朗（スピードスケート選手、平昌オリンピック代表・山形中央高等学校を卒業）
- 小田嶋正邦（プロ野球選手、元読売ジャイアンツ・東海大学山形高等学校を卒業）
- 海保宣生（モンテディオ山形を運営する山形県スポーツ振興21世紀協会の元理事長）
- 金本明博（元中日ドラゴンズ・酒田南高等学校を卒業）
- 栗原恵（バレー選手、元パイオニア・レッドウィングス）
- 琴櫻将傑（大相撲力士・父の佐渡ヶ嶽親方が尾花沢市出身）
- 大黒将志（サッカー選手、元日本代表・2016年にモンテディオ山形に在籍）
- 高梨沙羅（スキージャンプ選手・母方の祖父が米沢市、祖母が東置賜郡高畠町出身）
- 多治見麻子（バレー選手、元パイオニア・レッドウィングス）
- 手倉森浩（日本サッカー協会ナショナルトレセン東北地域チーフコーチ・元NEC山形、モンテディオ山形コーチ）
- 手倉森誠（元U-23サッカー日本代表監督（リオ五輪）、現V・ファーレン長崎監督・元NEC山形、モンテディオ山形コーチ）
- 鶴岡剣太郎（冬のオリンピック出場、スキー選手・羽黒高等学校を卒業）
- 平野歩夢（スノーボード選手、ソチ五輪、平昌五輪男子HP銀メダル＆北京五輪男子HP金メダリスト・幼少期に小国町の横根スキー場で練習していた）
- 船山祐二（サッカー選手、元モンテディオ山形・祖母が尾花沢市、妻の母が長井市出身）
- マーロン（サッカー選手、元ザスパ草津・羽黒高等学校を卒業）
- 宮川哲（埼玉西武ライオンズ・東海大学山形高等学校を卒業）
- カカ（サッカー選手、ブラジル代表・幼少期に最上町でホームステイ）
- 山本斉（元東京ヤクルトスワローズ・酒田南高等学校を卒業）
- 和田毅（元福岡ソフトバンクホークス・母が山形県出身）

### アナウンサー
- 荒川強啓（元山形放送アナウンサー）
- 礒野佑子（NHKアナウンサー、初任地が山形放送局）
- 伊藤海彦（NHKアナウンサー、初任地が山形局）
- 久保田麻三留（元NHK山形放送局アナウンサー。テレビ東京アナウンス部長）
- 佐藤龍文（NHKアナウンサー、初任地が山形局）
- 千葉美乃梨（NHKアナウンサー、初任地が山形局）
- 寺門亜衣子 (NHKアナウンサー、初任地が山形局）
- 中村泰人（NHKアナウンサー、初任地が山形局）
- 中谷文彦（NHKアナウンサー、初任地が山形局）
- 西川順一（NHKアナウンサー、初任地が山形局）
- 野口葵衣（NHKアナウンサー、初任地が山形局）
- 堀尾正明（フリーアナウンサー、元NHKアナウンサー、過去に居住歴あり）
- 宮川俊二（元NHKアナウンサー、NHK時代の初任地が山形局）
- 行宗蒼一（元NHK山形放送局アナウンサー）
- 照井健（元IBC岩手放送アナウンサー/フリーアナウンサー、山形南高等学校を卒業）
- 松岡絵梨子（元テレビユー山形アナウンサー）
- 牧嶋博子（元TBSアナウンサー、夫の高橋秀樹が天童市出身）
- 政野光伯（NHKアナウンサー、初任地が山形局）
- 松野靖彦（NHKアナウンサー、初任地が山形局）
- 安住紳一郎（TBSアナウンサー、祖母が天童市出身）
- 堺正幸（元フジテレビアナウンサー/フリーアナウンサー、JR東日本の特急いなほ（あつみ温泉～遊佐まで）、山形新幹線（米沢～新庄まで）の車内放送を担当）
- 斉藤修（元山形放送アナウンサー）
- 賀内隆弘（元山形放送アナウンサー）

### 芸能人
- 逢田梨香子（声優。祖父が長井市出身）
- 有森也実（女優。母が東置賜郡高畠町出身）
- 井浦新 （俳優。父が西置賜郡白鷹町出身）
- 石塚英彦（タレント、ホンジャマカのメンバー。父が東田川郡庄内町出身）
- 伊藤夏帆（モデル。祖母が山形県出身）
- 伊藤咲子（歌手。祖父母が山形県出身）
- 伊藤静（声優。祖父母が山形県在住）
- 及川光博（歌手、俳優。母が最上郡大蔵村出身）
- 大泉洋（俳優、タレント。祖父が山形県出身）
- 押切もえ（モデル。祖母が山形県出身）
- 川原慶久（声優、羽黒高等学校を卒業。）
- 久保史緒里（乃木坂46。母親が山形県出身。）
- 来生たかお（シンガーソングライター。父が山形県出身）
- 国分太一（アイドルグループTOKIOのメンバー。両親が新庄市出身）
- 小松政夫（俳優。妻が新庄市出身）
- 桜井和寿（Mr.Childrenボーカル。母の実家と別荘が鶴岡市にある。子供の頃は毎年来県）
- 坂上忍（俳優。母が山形市出身）
- 五月みどり（女優。母が舟形町出身）
- 中川翔子（タレント。父方の祖父が東置賜郡高畠町出身）
- 中島みゆき（シンガーソングライター。中学3年頃の約4ヶ月間母の実家の山形市に居住し、山形市立第六中学校に在籍していた）
- ナダル（お笑い芸人、コロコロチキチキペッパーズのメンバー。父が米沢市出身[6]、母が東置賜郡高畠町出身[7]）
- 長谷川博己（俳優、母が新庄市出身[8]）
- 馬場園梓（お笑い芸人、元アジアンのメンバー。母が鶴岡市出身）
- 本上まなみ（女優、母が鶴岡市出身）
- 松山ケンイチ（俳優、義父が新庄市出身）
- 真矢ミキ（女優、父が東田川郡庄内町出身）
- 弥生、小雪（父が新庄市出身）